# Stanley Andrews
Stanley Andrews (28 de agosto de 1891 – 23 de junio de 1969) fue un actor cinematográfico y televisivo de nacionalidad estadounidense, conocido principalmente por dar voz a Daddy Warbucks en el programa radiofónico Little Orphan Annie, y por su papel de "The Old Ranger", el primer presentador de la serie televisiva western de antología Death Valley Days.

## Biografía
Nacido en Chicago, Illinois, su verdadero nombre era Stanley Martin Andrzejewski. Poco se conoce de sus primeros años, excepto que se crio en el Medio Oeste de los Estados Unidos, y que siendo joven actuó tanto en el teatro como en la radio.
Su primer gran papel fue el de Daddy Warbucks en la serie radiofónica Little Orphan Annie, que protagonizó desde 1931 a 1936. Actuó en un total de más de 250 películas, entre ellas El secreto de vivir, Beau Geste, Mr. Smith Goes to Washington, The Ox-Bow Incident, Qué bello es vivir, The Lemon Drop Kid y Superman and the Mole Men. Su último trabajo cinematográfico llegó con Cry Terror! en 1958.
Además de sus actuaciones regulares en Death Valley Days, él actuó en diecisiete episodios de The Range Rider (con Jock Mahoney y Dickie Jones), once de Annie Oakley, diez de The Gene Autry Show, siete de The Lone Ranger, seis de Buffalo Bill Jr. (de nuevo con Dickie Jones), y en cuatro de las series Tales of the Texas Rangers y Sky King. Entre sus papeles televisivos merece ser recordado el del Dr. Henry Fulmer en el episodio de 1955 "Joey Saves the Day", perteneciente a la serie de la NBC Fury.
En 1952 inició su papel de Old Ranger, que interpretó hasta 1963, cuando los patrocinadores de Death Valley Days, Pacific Coast Borax Company, decidieron que presentara la serie un actor más joven. La elección recayó en Ronald Reagan, futuro Gobernador de California y Presidente de los Estados Unidos. Al igual que Andrews, Reagan era nativo de Illinois y compartía con su predecesor el interés por la historia western.
Stanley Andrews falleció en 1969 en Los Ángeles, California, a los 77 años de edad. Fue enterrado en el Cementerio Glen Haven Memorial Park, en Sylmar, Los Ángeles, California.

## Selección de su filmografía

### Cine
- Roman Scandals, de Frank Tuttle (1933)
- Private Worlds, de Gregory La Cava (1935)
- People Will Talk, de Alfred Santell (1935)
- Escape from Devil's Island, de Albert S. Rogell (1935)
- Nevada, de Charles Barton (1935)
- Counterfeit, de Erle C. Kenton (1936)
- In His Steps, de Karl Brown (1936)
- Wild Brian Kent, de Howard Bretherton (1936)
- Maria Walewska (1937)
- Devil's Playground, de Erle C. Kenton (1937)
- She's Dangerous, de Milton Carruth y Lewis R. Foster (1937)
- High, Wide, and Handsome, de Rouben Mamoulian (1937)
- The Buccaneer, de Cecil B. DeMille (1938)
- The Lone Ranger, de John English y William Witney (1938)
- Alexander's Ragtime Band, de Henry King (1938)
- Spawn of the North, de Henry Hathaway (1938)
- Homicide Bureau, de Charles C. Coleman (1939)
- Beau Geste, de William A. Wellman (1939)
- Coast Guard, de Edward Ludwig (1939)
- The Blue Bird, de Walter Lang (1940)
- Little Old New York, de Henry King (1940)
- Johnny Apollo, de Henry Hathaway (1940)
- Brigham Young, de Henry Hathaway (1940)
- Meet John Doe, de Frank Capra (1941)
- Wild Geese Calling, de John Brahm (1941)
- My Gal Sal, de Irving Cummings (1942)
- Diez héroes de West Point, de Henry Hathaway (1942)
- The Princess and the Pirate, de David Butler (1944)
- The Michigan Kid, de Ray Taylor (1947)
- Road to Rio, de Norman Z. McLeod (1947)
- Northwest Stampede, de Albert S. Rogell (1948)
- The Paleface, de Norman Z. McLeod (1948)
- Last of the Wild Horses, de Robert L. Lippert (1948)
- Brimstone, de Joseph Kane (1949)
- Short Grass, de Lesley Selander (1950)
- Streets of Ghost Town, de Ray Nazarro (1950)
- Al Jennings of Oklahoma, de Ray Nazarro (1951)
- El valle de la venganza, de Richard Thorpe (1951)
- Waco, de Lewis D. Collins (1952)
- Fargo, de Lewis D. Collins (1952)
- Montana Belle, de Allan Dwan (1952)
- Appointment in Honduras, de Jacques Tourneur (1953)
- Dawn at Socorro, de George Sherman (1954)
- Treasure of Ruby Hills, de Frank McDonald (1955)
- The Three Outlaws, de Sam Newfield (1956)
- Star in the Dust, de Charles F. Haas (1956)
- Frontier Gambler, de Sam Newfield (1956)

### Televisión
- The Range Rider (1951-1953)
- The Gene Autry Story (1950-1954)
- The Lone Ranger (1949-1955)
- Annie Oakley (1954-1957)
- Death Valley Days (1952-1964)